# Monopelopia tillandsia
Monopelopia tillandsia är en tvåvingeart som beskrevs av Beck 1966. Monopelopia tillandsia ingår i släktet Monopelopia och familjen fjädermyggor.
Artens utbredningsområde är Florida. Inga underarter finns listade i Catalogue of Life.